# L'uomo di neve (romanzo)
L'uomo di neve (in norvegese Snømannen) è un giallo dello scrittore norvegese Jo Nesbø, pubblicato nel 2007. È il settimo romanzo della serie Harry Hole.

## Trama
1980. Una donna sposata si incontra con l'amante mentre il figlio adolescente aspetta in auto; il loro rapporto sessuale si interrompe improvvisamente quando scorgono qualcuno che li spia dalla finestra: i due amanti si accorgono che in realtà si tratta di un pupazzo di neve.
2004. Il commissario Harry Hole indaga su una serie di donne scomparse nei dintorni di Oslo. Essendosi addestrato all'FBI, gli viene più naturale trovare dei collegamenti fra le sparizioni: oltre al fatto che ogni vittima sia sposata con uno o più figli, la cosa più sospetta è che su ogni scena del crimine sia presente un pupazzo di neve. Dell'ultima donna sparita viene ritrovata la testa, per cui presumibilmente anche le donne scomparse negli anni precedenti sono state uccise.
Esaminando vari cold case, Hole si rende conto che probabilmente la polizia è sulle tracce del primo serial killer norvegese. Ulteriori approfondimenti portano Hole e il suo team, inclusa la nuova arrivata Katrine Bratt (che era di stanza a Bergen), a sospettare che un movente per gli omicidi vada ricercato nelle paternità dei figli delle vittime: la squadra scopre infatti che tutti i figli delle donne sparite hanno padri diversi dagli uomini che credono essere il loro padre.
Hole e Bratt, nonostante siano sessualmente attratti, si limitano a un rapporto prettamente professionale. Hole vede la ragazza come uno spirito affine e una detective brillante e preparata. Dopo aver aggredito uno dei principali sospettati, un'agente della squadra di Hole viene sospettata di essere l'"uomo di neve" e viene quindi fermata. I superiori di Hole, preoccupati che l'arresto dell'agente possa danneggiare la loro reputazione, suggeriscono di dare il commissario (che ha avuto in passato gravi problemi di alcolismo) in pasto alla stampa come capro espiatorio. Gunnar Hagen, capo di Hole, si offre però al posto di Harry.
La scoperta di un'altra vittima però implica che l'"uomo di neve" è ancora libero e che l'agente è innocente: è in realtà figlia di un poliziotto di Bergen (che dopo aver indagato su degli omicidi dalle caratteristiche simili a quelli dell'"uomo di neve" scomparve senza lasciare tracce), e perseguiva una sua personale indagine per vendicare il padre. Grazie a un'intuizione avuta dopo uno scambio di parole con l'operaio che gli ha trattato un'infestazione di muffa in casa, Hole deduce l'incredibile identità dell'"uomo di neve". L'arresto del serial killer elimina la necessità di un capro espiatorio.

## Personaggi
- Harry Hole: commissario dell'Anticrimine di Oslo.
- Katrine Bratt: agente dell'Anticrimine.
- Rakel Fauke: ex di Hole che il poliziotto continua a frequentare.
- Gunnar Hagen: capo dell'Anticrimine.
- Magnus Skarre: agente dell'Anticrimine.
- Ståle Aune: psicologo fisso della sezione di Anticrimine.
- Bjørn Holm: tecnico della Scientifica.
- Beate Lønn: capo della Scientifica.
- Birte Olsen: donna scomparsa.
- Filip Becker: marito di Birte.
- Sylvia Pedersen: donna scomparsa.
- Ane Pedersen: gemella di Sylvia.
- Espen Lepsvik: agente dell'Agenzia nazionale anticrimine (Kripos).
- Mathias Lund-Helgesen: compagno di Rakel, anatomo-patologo e ricercatore.
- Idar Vetlesen: chirurgo plastico. Compagno di studi di Mathias. Birte e Sylvia portarono da lui i/le figli/e, sospettando soffrissero della sindrome di Fahr, di cui Vetlesen è esperto.
- Gert Rafto:  poliziotto di Bergen dai metodi discutibili. Nel 1992 si occupò di un caso simile a quelli dell'"uomo di neve" e scomparve nel nulla durante le indagini.
- Arve Støp: proprietario di una rivista progressista norvegese e paziente di Vetlesen.
- Erik Lossius: giovane imprenditore immobiliare; amante di Birte Olsen.
- Camilla Sandén: moglie di Lossius, di famiglia alto borghese.

## Opere derivate
Nel 2017, dal libro è stato tratto l'omonimo film, diretto da Tomas Alfredson e interpretato da Michael Fassbender.

## Edizioni in italiano
- Jo Nesbø, L'uomo di neve, traduzione di Giorgio Puleo, Milano: Piemme, 2010
- Jo Nesbø, L'uomo di neve, traduzione di Giorgio Puleo, Milano: Milano: Piemme: Pickwick, 2013
- Jo Nesbø, L'uomo di neve, traduzione di Eva Kampmann, Milano: Torino: Einaudi, 2017 e 2018